# Glasgow City Council
Der Glasgow City Council (gälisch Mòr-bhaile Ghlaschu) ist die Verwaltungsbehörde der schottischen Stadt Glasgow. Auch der gewählte Stadtrat von Glasgow wird als Glasgow City Council bezeichnet.

## Wahlkreise
Glasgow und ist für Wahlen zum Stadtparlament in 21 Wahlkreise („Wards“)  aufgeteilt:
| Ward                                        | Wahlergebnis                     | Übersichtskarte  |
| ------------------------------------------- | -------------------------------- | ---------------- |
| 1. Linn (4 Mitglieder)                      | 2 Lab; 1 SNP; 1 Lib Dem          | Wards in Glasgow |
| 2. Newlands/Auldburn (3 Mitglieder)         | 2 Lab; 1 SNP                     | Wards in Glasgow |
| 3. Greater Pollok (4 Mitglieder)            | 3 Lab; 1 SNP                     | Wards in Glasgow |
| 4. Craigton (4 Mitglieder)                  | 2 Lab; 1 SNP; 1 Soli             | Wards in Glasgow |
| 5. Govan (4 Mitglieder)                     | 3 Lab; 1 SNP                     | Wards in Glasgow |
| 6. Pollokshields (3 Mitglieder)             | 1 Lab; 1 SNP; 1 Con              | Wards in Glasgow |
| 7. Langside (3 Mitglieder)                  | 1 Lab; 1 SNP; 1 Lib Dem          | Wards in Glasgow |
| 8. Southside Central (4 Mitglieder)         | 2 Lab; 1 SNP; 1 Green            | Wards in Glasgow |
| 9. Calton (3 Mitglieder)                    | 2 Lab; 1 SNP                     | Wards in Glasgow |
| 10. Anderston/City (4 Mitglieder)           | 2 Lab; 1 SNP; 1 Green            | Wards in Glasgow |
| 11. Hillhead (4 Mitglieder)                 | 1 Lab; 1 SNP; 1 Lib Dem; 1 Green | Wards in Glasgow |
| 12. Partick West (4 Mitglieder)             | 1 Lab; 1 SNP; 1 Lib Dem; 1 Green | Wards in Glasgow |
| 13. Garscadden/Scotstounhill (4 Mitglieder) | 3 Lab; 1 SNP                     | Wards in Glasgow |
| 14. Drumchapel/Anniesland (4 Mitglieder)    | 3 Lab; 1 SNP                     | Wards in Glasgow |
| 15. Maryhill/Kelvin (4 Mitglieder)          | 2 Lab; 1 SNP; 1 Lib Dem          | Wards in Glasgow |
| 16. Canal (4 Mitglieder)                    | 2 Lab; 1 SNP; 1 Green            | Wards in Glasgow |
| 17. Springburn (3 Mitglieder)               | 2 Lab; 1 SNP                     | Wards in Glasgow |
| 18. East Centre (4 Mitglieder)              | 3 Lab; 1 SNP                     | Wards in Glasgow |
| 19. Shettleston (4 Mitglieder)              | 3 Lab; 1 SNP                     | Wards in Glasgow |
| 20. Baillieston (4 Mitglieder)              | 2 Lab; 2 SNP                     | Wards in Glasgow |
| 21. North East (4 Mitglieder)               | 3 Lab; 1 SNP                     | Wards in Glasgow |

## City Council
Der City Council umfasst 79 Sitze, die sich wie folgt auf die Parteien verteilen:
| Partei                      | Sitze |
| --------------------------- | ----- |
| Scottish Labour             | 45    |
| Scottish National Party     | 22    |
| Scottish Green Party        | 5     |
| Liberal Democrats           | 5     |
| Scottish Conservatives      | 1     |
| Solidarity - Tommy Sheridan | 1     |